# Mortdale
Mortdale est une localité située dans la banlieue sud de Sydney, dans l'État de Nouvelle-Galles du Sud (Australie). Mortdale est située à 20 kilomètres au sud du quartier du centre d'affaires de Sydney et fait partie de la région de St George. Mortdale est située dans la zone de gouvernement local du conseil de Georges River. Mortdale s'étend au sud jusqu'à la baie de Lime Kiln, sur la rivière Georges. Mortdale Heights est une localité située du côté ouest de Mortdale. 